# Popelnaste
Popelnaste (ukr. Попельнасте) – wieś na Ukrainie, w obwodzie kirowohradzkim, w rejonie aleksandryjskim, siedziba hromady. W 2001 liczyła 1334 mieszkańców.